# 村上恵
村上 恵（むらかみ めぐみ、1988年9月8日 - ）は、日本のラジオパーソナリティである。芸能事務所リズミックに所属していた。

## 経歴・人物
東京都で生まれ、血液型はA型である。
2014年からBリーグ横浜ビー・コルセアーズ ホームゲーム場内MCと、日本女子サッカーリーグ（なでしこリーグ）ASエルフェン埼玉でそれぞれスタジアムDJ を務め、2017年からFMヨコハマ 「PRIME TIME」月曜日、インターネットラジオ ソラトニワ原宿、2016年から2018年までラジオ日本「住建情報センター プレゼンツ 健者の砦」などラジオ番組も担当し、2018年6月23日と24日にプロレスラー鈴木みのるデビュー30周年野外フェスティバル「大海賊祭」で総合司会を務めた。
2017年9月13日に入籍し、誕生日の2018年9月8日に挙式してSNSで結婚を公にした。新郎はラジオ番組の共演が縁となった一般男性である。
2022年3月31日に所属していたリズミックを退社したことをInstagramで報告した。

## ギャラリー

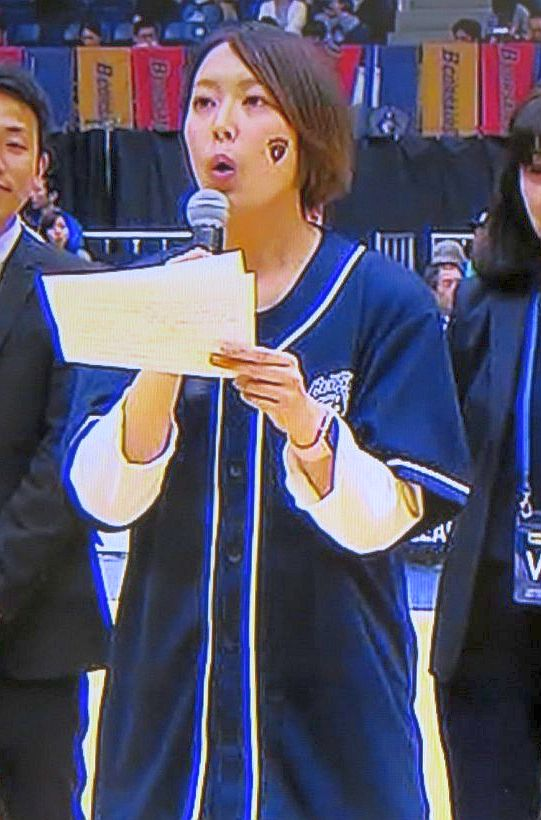
2018年3月24日撮影 横浜国際プールにて
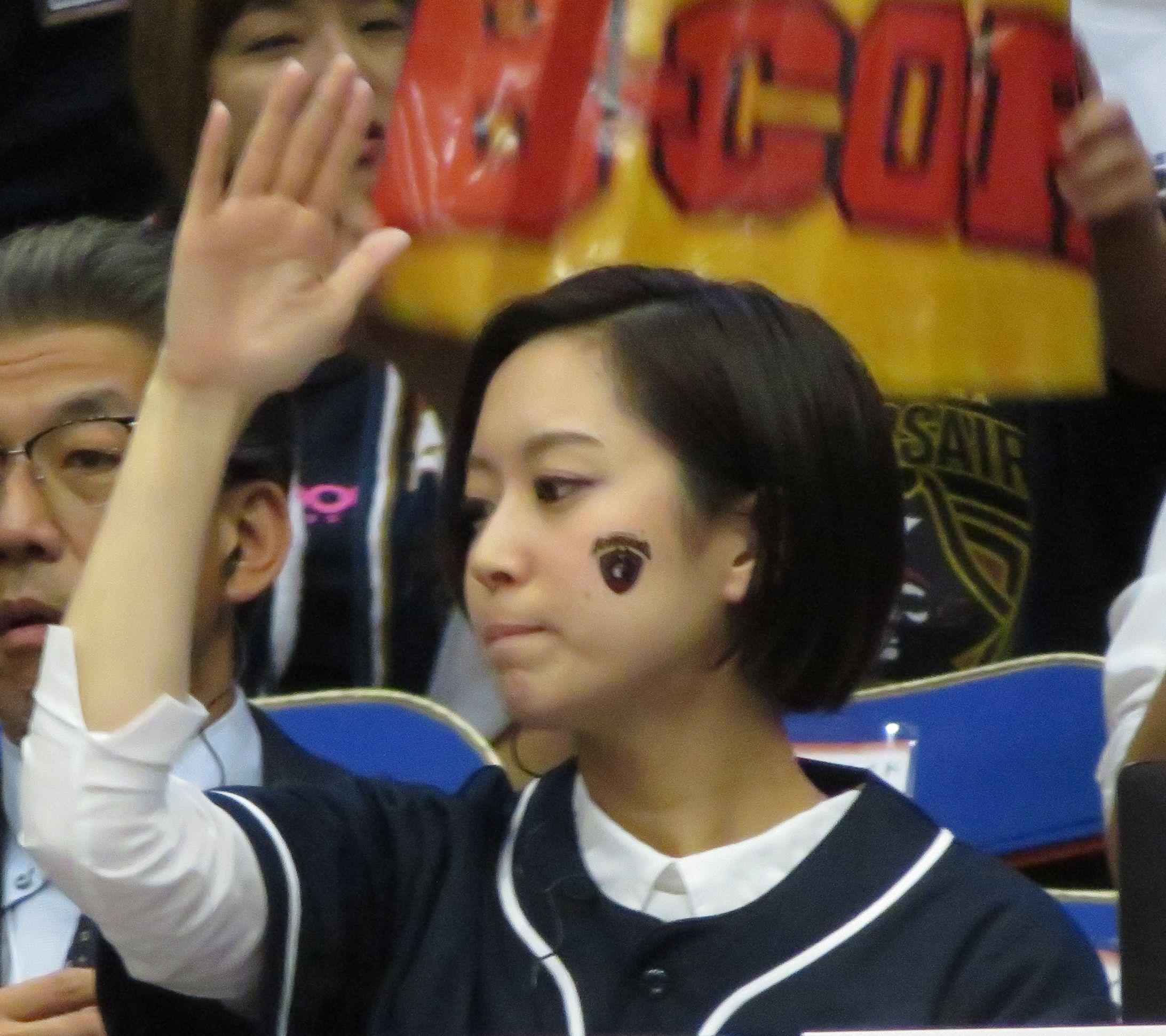
2018年10月17日撮影 横浜文化体育館にて
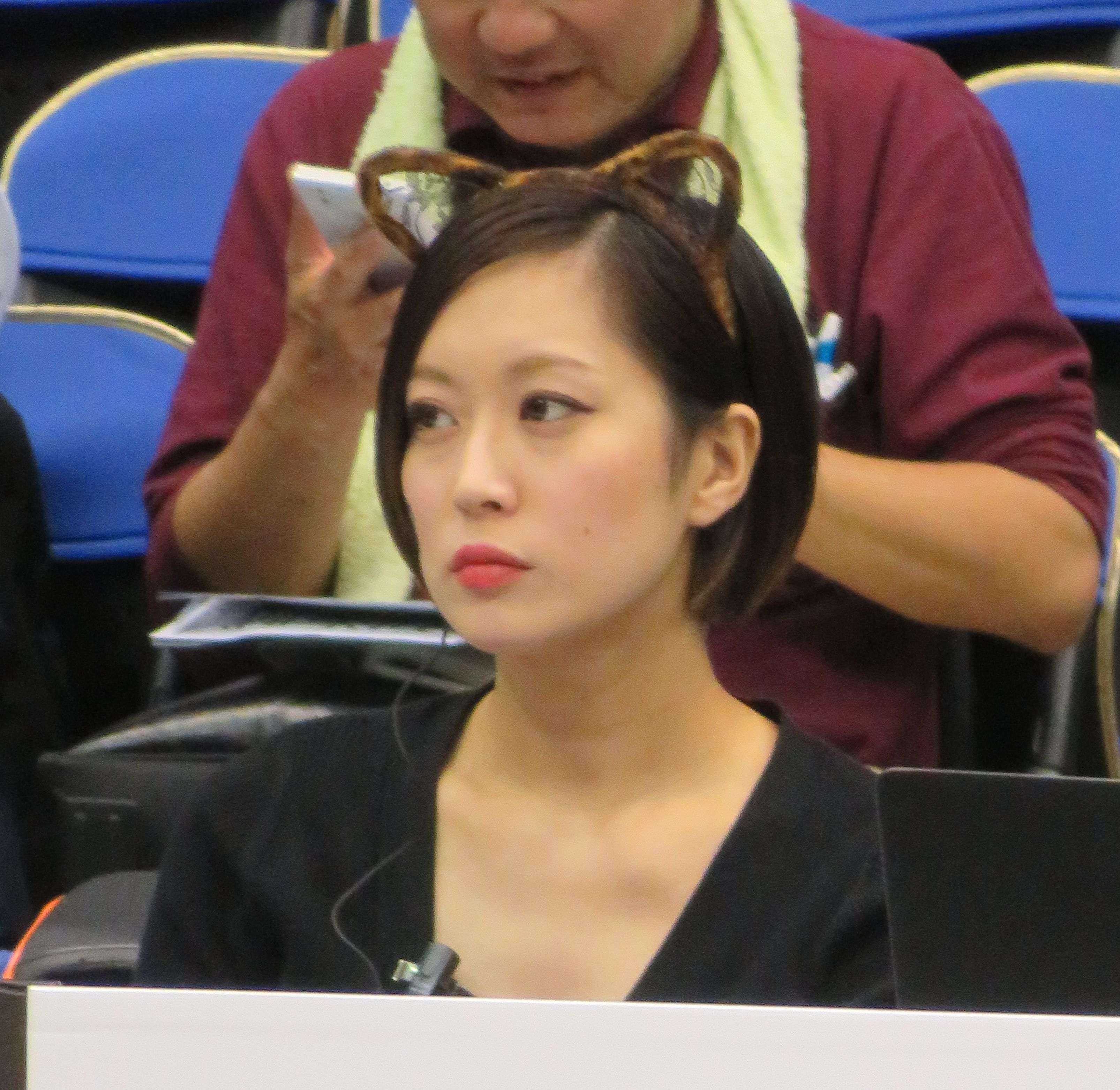
2018年10月24日撮影 横浜国際プールにて